# 극한 주기 궤도

안정 극한 주기 궤도의 푸앵카레 사상. 안정 극한 주기 궤도는 굵은 검은 선으로 표시하였고, 이로 수렴하는 다른 궤도들은 가는 검은 선으로 표시하였다.

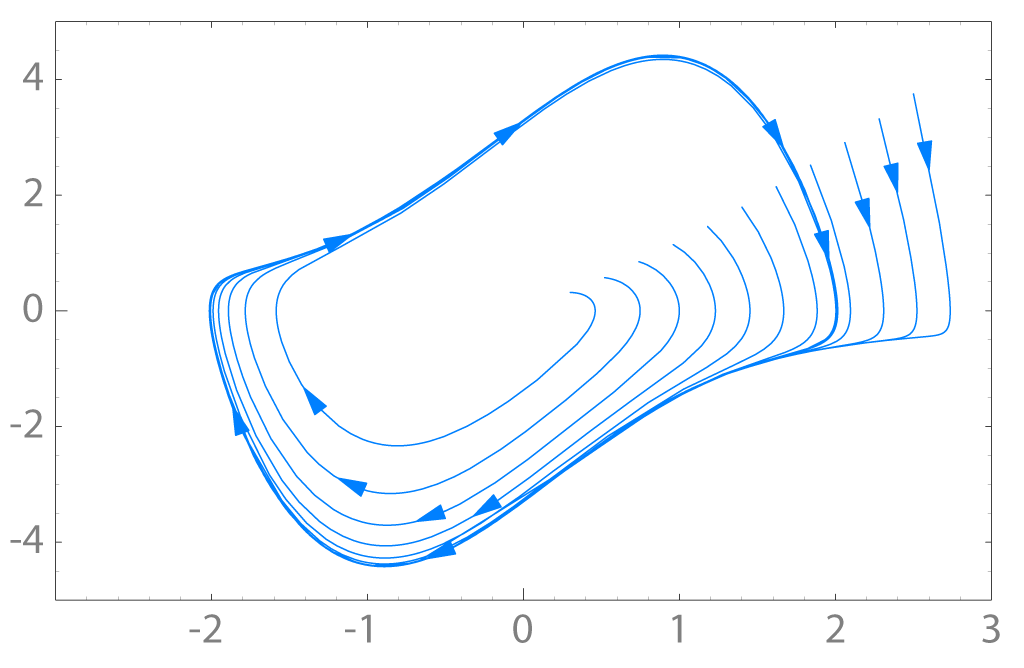
판데르폴 진동자에서의 극한 주기 궤도

동역학계 이론에서 극한 주기 궤도(極限週期軌道, 영어: limit cycle)는 주기 궤도 가운데 적어도 하나 이상의 다른 궤도의 극한 집합을 이루는 것이다.

## 정의
위상 공간 {\displaystyle X} 위의 연속 시간 동역학계
{\displaystyle \phi \colon \mathbb {R} \times X\to X}
{\displaystyle \forall x\in X\colon \phi (0,x)=x}
{\displaystyle \forall t_{1},t_{2}\in \mathbb {R} \forall x\in X\colon \phi (t_{1},\phi (t_{2},x))=\phi (t_{1}+t_{2},x)}
위의, 초기 조건 {\displaystyle x\in X}의 궤도(軌道, 영어: orbit)는 다음과 같은 꼴의 집합이다.
{\displaystyle \gamma (x)=\{\phi (t,x)\colon t\in \mathbb {R} \}}
이 동역학계의 주기 궤도(週期軌道, 영어: periodic orbit, cycle)는 다음 조건을 만족시키는 초기 조건 {\displaystyle x}에 대한 궤도이다.
{\displaystyle \exists t\neq 0\colon \phi (t,x)=x}
극한 주기 궤도는 다음 조건을 만족시키는 주기 궤도 {\displaystyle \gamma (x)}이다.
- {\displaystyle \omega _{\pm }(y)=\gamma (x)}가 되는 {\displaystyle y\in X\setminus \gamma (x)}가 존재한다.

여기서 {\displaystyle \omega _{\pm }}은 안정 또는 불안정 극한 집합이다.
극한 주기 궤도 {\displaystyle \gamma (x)}에 대하여, 다음 조건을 만족시키는 근방 {\displaystyle U\supset \gamma (x)}이 존재한다면, {\displaystyle \gamma (x)}를 안정 극한 주기 궤도(安定極限週期軌道, 영어: stable limit cycle)이라고 한다.
- 모든 {\displaystyle y\in U}에 대하여, {\displaystyle \omega _{+}(y)=\gamma (x)}

극한 주기 궤도 {\displaystyle \gamma (x)}에 대하여, 다음 조건을 만족시키는 근방 {\displaystyle U\supset \gamma (x)}이 존재한다면, {\displaystyle \gamma (x)}를 불안정 극한 주기 궤도(不安定極限週期軌道, 영어: unstable limit cycle)이라고 한다.
- 모든 {\displaystyle y\in U}에 대하여, {\displaystyle \omega _{-}(y)=\gamma (x)}

그러나 안정 극한 주기 궤도도, 불안정 극한 주기 궤도도 아닌 극한 주기 궤도가 존재한다. 안정 극한 주기 궤도는 끌개의 예이다.

## 참고 문헌
- Moehlis, Jeff; Josic, Kresimir; Shea-Brown, Eric T. “Periodic orbit”. 《Scholarpedia》 (영어) 1 (7): 1358. doi:10.4249/scholarpedia.1358. ISSN 1941-6016.
- Robinett, Rush D., III; Wilson, David G. (2008). “What is a limit cycle?”. 《International Journal of Control》 (영어) 81 (12): 1886–1900. doi:10.1080/00207170801927163.

## 같이 보기
- 평형점
- 끌개
- 푸앵카레-벤딕손 정리
- 호프 분기